# 山城镇 (梅河口市)
山城镇，是中华人民共和国吉林省通化市梅河口市下辖的一个乡镇级行政单位。

## 行政区划
山城镇下辖以下地区：
团结社区、东放社区、利民社区、城西村、城东村、西山村、郑家村、新泉村、三泉眼村、二泉眼村、大泉眼村、南沟村、东小堡村、华锋村、头八石村、河南村、东花园村、中花园村、西花园村、五里堡村、东山村、四合村、金星村、永胜村、东胜村、小湾村、东玉井村、西玉井村、保民村、保兴村、大安村、大湾村、桦树村、二龙村和龙山村。